# Tyranny of Souls
A Tyranny of Souls az Iron Maiden heavy metal együttes énekesének, Bruce Dickinsonnak szólóalbuma. 2005 májusában jelent meg a Sanctuary Records gondozásában. A lemezborítón Hans Memling reneszánsz kori festő képe látható.
Az albumot közvetlenül az Iron Maiden Death on the Road elnevezésű turnéja után vették fel, a dalok pedig a turné közben születtek. A korábbi két stúdiólemeztől eltérően ezen az albumon Adrian Smith (szintén Iron Maiden tag) már nem gitározik, Roy Z egyedül játszotta fel a gitársávokat. A dalokat Bruce és Roy közösen írták. A Tyranny of Souls az 1998-as The Chemical Wedding album egyenes folytatásának tekinthető.
Az Abduction dalhoz Julian Doyle rendezésében forgattak videóklipet.
A Kill Devil Hill dalt a Wright fivérek első repülési kísérlete inspirálta, melyet az észak-karolinai Kill Devil Hills helység közelében hajtottak végre 1903. december 17-én.
A Navigate the Seas of the Sun dal témája Erich von Däniken svájci író feltevése, miszerint az ókori kultúrákban tetten érhető a földönkívüliek jelenléte.
A címadó A Tyranny of Souls dal Shakespeare Macbeth c. drámáján alapszik és idézeteket is tartalmaz a színdarab szövegéből.

## Az album dalai
1. Mars Within (intro)
2. Abduction
3. Soul Intruders
4. Kill Devil Hill
5. Navigate the Seas of the Sun
6. River of No Return
7. Power of the Sun
8. Devil on a Hog
9. Believil
10. A Tyranny of Souls
11. Eternal (japán bónuszdal)

## Közreműködők
- Bruce Dickinson – ének
- Roy Z – gitár, basszusgitár (7,9)
- David Moreno – dobok
- Ray "Greezer" Burke – basszusgitár (1,4,5,6,8,10)
- Juan Perez – basszusgitár (2,3)
- Maestro Mistheria – billentyűk

## Külső hivatkozások
- Bruce Dickinson hivatalos oldal